# Асињи (Приморска Сена)
Асињи (фр. Assigny) насеље је и општина у северној Француској у региону Горња Нормандија, у департману Приморска Сена која припада префектури Дјеп.
По подацима из 2011. године у општини је живело 373 становника, а густина насељености је износила 61,65 становника/km². Општина се простире на површини од 6,05 km². Налази се на средњој надморској висини од 100 метара (максималној 108 m, а минималној 55 m).

## Демографија
| 1962. | 1968. | 1975. | 1982. | 1990. | 1999. | 2011. |
| ----- | ----- | ----- | ----- | ----- | ----- | ----- |
| 237   | 248   | 237   | 238   | 287   | 306   | 373   |

График промене броја становника у току последњих година